# Акималиев, Калысбек Акималиевич
Калысбек Акималиевич Акималиев (кирг. Калысбек Акималиевич Акималиев; род. 16 ноября 1992, Каракол) — киргизский футболист, вратарь. В настоящее время выступает за «Абдыш-Ату».

## Карьера

### Клубная карьера
До 2012 года выступал за «Нефтчи» (Кочкор-Ата), в его составе сыграл 1 матч в кубке Президента АФК 2011 года. В 2012 году перешёл в «Абдыш-Ату», где выступал на протяжении четырёх лет. В 2016 году защищал цвета ошского «Алая», но ещё в ходе того же сезона вернулся в состав кантской команды.

### Карьера в сборной
В составе олимпийской сборной Кыргызстана участвовал в двух розыгрышах Азиатских игр, в 2014 и 2018 годах. В 2014 году во всех матчах оставался в запасе. В 2018 году, выступая в качестве одного из трёх игроков старше 23-х лет, принял участие во всех трёх матчах своей команды.
29 мая 2018 года дебютировал за сборную Кыргызстана в товарищеском матче против Азербайджана (0:3), выйдя на замену на 84-й минуте матча вместо Валерия Кашубы, и за оставшееся время пропустил один гол.